# VII legislatura de España
La vii legislatura de España (xcvi desde las Cortes de Cádiz) comenzó el 5 de abril de 2000 cuando, tras la celebración de las elecciones generales, se constituyeron las Cortes Generales, y terminó el 20 de enero de 2004, con la disolución de las mismas. Le precedió la vi legislatura y le sucedió la viii legislatura.
El Partido Popular obtuvo mayoría absoluta en el Congreso de los Diputados. José María Aznar fue reinvestido presidente del Gobierno y formó su segundo Gobierno.

## Inicio de la legislatura

### Elecciones generales
Las elecciones generales dieron la mayoría absoluta al Partido Popular, por lo que no tuvo que pactar con otros partidos como había hecho en 1996.

### Investidura
El 26 de abril de 2000 se celebró la votación de investidura en el Congreso de los Diputados por la que José María Aznar fue investido presidente del Gobierno.
| Candidato        | Fecha                                                    | Voto |     |     |    |   |   |   |   |   |   |   |   |   | Total   |
| ---------------- | -------------------------------------------------------- | ---- | --- | --- | -- | - | - | - | - | - | - | - | - | - | ------- |
| José María Aznar | 26 de abril de 2000 Mayoría absoluta requerida (176/350) | Sí   | 183 |     | 15 |   |   | 4 |   |   |   |   |   |   | 202/350 |
| José María Aznar | 26 de abril de 2000 Mayoría absoluta requerida (176/350) | No   |     | 125 |    | 8 | 7 |   | 3 | 1 | 1 | 1 | 1 | 1 | 148/350 |
| José María Aznar | 26 de abril de 2000 Mayoría absoluta requerida (176/350) | Abs. |     |     |    |   |   |   |   |   |   |   |   |   | 0/350   |

### Gobierno

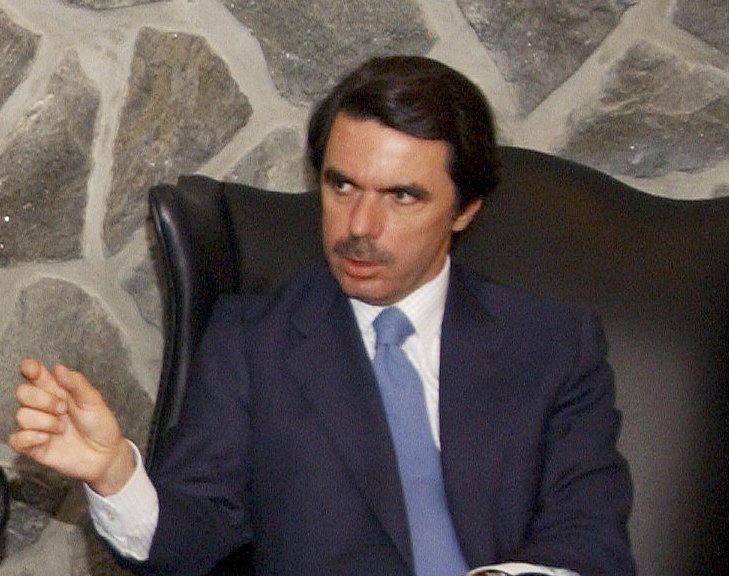
José María Aznar, presidente del Partido Popular y vencedor en las elecciones de 2000 por mayoría absoluta.

## Elecciones municipales, forales y autonómicas de mayo de 2003
- El 12 de marzo de 2000 se celebraron elecciones al Parlamento de Andalucía. El PSOE de Manuel Chaves gana los comicios y revalida su gobierno de coalición con el Partido Andalucista para cuatro años más. La candidata del PP fue la alcaldesa de Cádiz, Teófila Martínez, que perdió pese a lograr los mejores resultados del PP en Andalucía hasta entonces.

- En el País Vasco hubo elecciones autonómicas el 13 de mayo de 2001. Los socialistas recibieron el 17,8% de los votos y perdieron un escaño, mientras que los populares recibieron el 23,12% aumentando su representación en 3 escaños. El PSOE y el PP habían formado un "frente constitucionalista" contra los nacionalistas del PNV, pero estos últimos volvieron a ganar. Tras estas elecciones, Nicolás Redondo Terreros, candidato y líder del Partido Socialista de Euskadi, fue reemplazado al frente de los socialistas vascos. Su sustituto fue Patxi López, que había apoyado activamente a Zapatero en su campaña para convertirse en secretario general y que defendía una vía de diálogo con el nacionalismo.

- El 21 de octubre de 2001, el popular Manuel Fraga volvió a conseguir la mayoría absoluta en las elecciones gallegas. El Partido dos Socialistas de Galicia-PSOE incrementó su representación, pasando de 15 a 17 escaños.

- El 25 de mayo de 2003 tuvieron lugar las elecciones municipales y autonómicas en gran parte de los municipios y autonomías de España. El PSOE ganó en voto popular por un estrecho margen, aunque en general, los resultados del PP fueron bastante mejores de lo que se esperaba.
- En la Comunidad de Madrid, el PSOE e Izquierda Unida sumaron 56 escaños contra 55 del PP, pero el transfuguismo de los diputados socialistas Tamayo y Sáez provocó la creación de una comisión de investigación y la posterior repetición de las elecciones el 26 de octubre, que ganó el PP por mayoría absoluta (57 escaños).

### Elecciones autonómicas catalanas
En las elecciones catalanas del 16 de noviembre de 2003, el gobierno nacionalista de CiU fue desplazado del poder tras 23 años en la Generalidad. Convergència i Unió volvió a ser la fuerza que más escaños obtenía en el Parlament. Sin embargo, el PSC fue la fuerza más votada. Zapatero predijo una victoria del Partit dels Socialistes de Catalunya de Maragall. Sin embargo, tanto CiU como el PSC perdieron 10 escaños respecto a los resultados de 1999, consiguiendo 46 y 42 escaños respectivamente. En cambio, el PP ganó 3 escaños hasta llegar a los 15. Pero el gran beneficiado fue Esquerra Republicana de Catalunya, que ganó 9 escaños hasta conseguir los 23. Con estos resultados, el PSC consiguió la presidencia de la Generalidad tras formar coalición con ERC y ICV-EUiA, en un gobierno conocido como el «Tripartito».

## Economía
- La economía española siguió creciendo a un ritmo superior al de sus vecinos europeos. Los índices macroeconómicos colocaron a España en buena posición en el proceso de convergencia europea. Se estableció el IPC oficial y hubo un aumento de salarios, aunque el precio de la vivienda siguió subiendo y aumentó la especulación inmobiliaria.

- En 2001-2002 se adaptó la medición del IPC a la normativa europea. No solo se renovó la cesta de productos, sino que se introdujeron novedades en la forma de calcular el IPC, por lo que no estamos ante un «cambio de base» sino ante un «cambio de sistema», el llamado Sistema de Índices de Precios Base 2001, que entró en vigor con la publicación del IPC de enero de 2002.

- Se produjeron numerosos conflictos laborales, incluida una huelga general el 20 de junio de 2002, para protestar contra la reforma de la protección por desempleo, que dejaba a los trabajadores sin un amparo real, aprobada por el Gobierno. La cobertura de la huelga general por parte de TVE fue duramente criticada, llegando al Consejo de Europa que acusó a TVE de "manipulación informativa".[3]

- En 2001 se empezaron a distribuir las monedas (y billetes) denominadas en euros. El 1 de enero de 2002 empezaron a tener valor legal como medio de pago. Los comerciantes tenían obligación de admitir piezas de peseta durante los dos primeros meses de 2002 y, en teoría, desde el 1 de enero ya debían devolver el cambio en euros.

- En 2003, el gobierno de Aznar llevó a cabo una nueva reforma del IRPF en la que este impuesto fue nuevamente rebajado, al igual que en la anterior reforma de 1999.Concretamente se redujo la carga fiscal en un 3% a las rentas más bajas y otro 3% a las rentas más altas.

### Empleo
- La tasa de desempleo, se mantuvo más o menos constante en torno al 11%.

- En 2000, el gobierno de Aznar saneó el déficit de la Seguridad Social y creó el Fondo de Reserva de la Seguridad Social, que al final de la legislatura tenía 15.000 millones de euros.

### Vivienda
- La vivienda se convirtió en una de las principales preocupaciones de los españoles, debido al aumento de los precios, de alrededor de un 10-15% anual durante este periodo, en contraste con la inflación y el aumento de los salarios (debido a la manipulación del IPC), que eran muy inferiores. La opinión pública responsabilizaba de este fenómeno a la especulación urbanística, principalmente en las zonas del litoral peninsular y grandes capitales, y al menor desarrollo (económico y legislativo) del mercado de viviendas de alquiler. Entre las preocupaciones de los españoles empezaban a surgir estos asuntos.

### Sanidad privada
Se amplió considerablemente el volumen de negocio de los servicios de salud privados:
| Evolución de la sanidad privada |                                          |                  |
| Año                             | Volumen de primas (en millones de euros) | Nº de asegurados |
| 2000                            | 2.816                                    | 7.425.931        |
| 2001                            | 3.093                                    | 7.496.641        |
| 2002                            | 3.398                                    | 8.242.862        |
| 2003                            | 3.737                                    | 8.756.874        |
| 2004                            | 4.097                                    | 8.850.616        |

## Política interior

### Terrorismo
Hubo grandes éxitos en la lucha contra el terrorismo de Euskadi Ta Askatasuna (ETA) gracias al Pacto Antiterrorista firmado en noviembre de 2000 por el Gobierno y el principal partido de la oposición (PSOE), lo que permitió en 2002 y a través de la Ley Orgánica 6/2002, de 27 de junio, de Partidos Políticos ilegalizar al brazo político de ETA, Batasuna. En 2003 murieron tres personas en atentados, una cifra inusualmente baja. Varios de los terroristas detenidos declararon estar preparando golpes de envergadura, por lo que el gobierno pudo presentar las desarticulaciones posteriores de comandos terroristas como éxitos de la gestión del gobierno. 
El número de actos de kale borroka se redujo drásticamente, hecho achacado por la Fiscalía al aumento de la presión policial y a la aplicación de la Ley Orgánica 5/2000, de 12 de enero, reguladora de la responsabilidad penal de los menores, aprobada en la legislatura anterior, que contemplaba medidas de internamiento y por la cual los padres de los menores respondían económicamente de los daños causados por sus hijos.
Sin embargo, la lucha contra el terrorismo se vio envuelta en varias polémicas: Algunos partidos de la oposición acusaron duramente al PP de utilizar el terrorismo en su beneficio y de fomentar la crispación en el País Vasco. Varios dirigentes del PP y PSOE responsabilizaron al gobierno de la comunidad autónoma del País Vasco de no ejercer adecuadamente las competencias transferidas en materia de seguridad en su territorio. 
Por otro lado, el gobierno central español y el autónomo vasco no llegaron a un acuerdo para la ampliación de la plantilla de la Ertzaintza El gobierno central adujo que las fuerzas de seguridad a su mando cumplían correctamente sus funciones y que las que estaban al mando del Gobierno autónomo eran suficientes pero poco coordinadas. El gobierno vasco también protestó porque el gobierno central no permitiera a la Ertzaintza coordinarse como policía integral con la Gendarmería francesa para recibir información directamente de ella.
Ante la imposibilidad de destinar suficientes agentes de policía para proteger a los cargos electos amenazados de las comunidades autómonas del País Vasco y Navarra, fue necesario aumentar la contratación de escoltas privados para garantizar dicha protección, ante la amenaza de ETA y grupos afines.
La legislatura terminó marcada por los atentados del 11 de marzo de 2004 (11-M), en Madrid. La explosión de diez mochilas cargadas con un explosivo aún no determinado en cuatro trenes de cercanías de RENFE en cuatro estaciones diferentes provocó la muerte de 192 personas. Estos atentados supusieron un duro golpe al Gobierno de Aznar y el PP por dos motivos. Por un lado, el mayor atentado de la historia de España, se había cometido en Madrid, cuya seguridad es competencia del Ministerio de Interior.
Por otro lado, la atribución de la autoría a Al-Qaeda, después de que España hubiera sido amenazada por apoyar la invasión de Irak, después de los atentados de Casablanca y después de las detenciones de más de 120 terroristas islámicos en España, parecía confirmar las predicciones de consecuencias funestas de la política internacional del gobierno.
Altos dirigentes del Partido Popular, la administración y los medios de comunicación afines intentaron en repetidas ocasiones presentar la autoría de ETA como la única teoría válida sobre los atentados, a lo largo del día, descalificando a los que planteaban otras hipótesis.
Durante esos días, José María Aznar y su partido acusaron a medios de comunicación privados, como la cadena SER, de mentir y manipular mientras que los principales partidos de la oposición afirmaron que fueron los medios públicos en poder de Aznar y sus afines los que lo hicieron.
Asimismo, el propio Aznar se puso en contacto con los principales directores de la prensa nacional para señalar que era ETA la autora de la masacre.
Hoy día se sigue criticando que el PP escogiese defender la tesis de la autoría etarra incluso cuando esta ya no se sostenía. Muchos aducen que fue eso lo que crispó a la gente aquellos días y motivó una movilización general contra el PP que culminó el día 14 en las urnas.

### Nacionalismos
En esta legislatura existieron varias confrontaciones entre el Gobierno Central y los nacionalismos periféricos de Cataluña y País Vasco. El 24 de octubre de 2003, el Gobierno Vasco, reunido en un Consejo extraordinario, aprobó el proyecto de ley de reforma del Estatuto de autonomía para la creación de un nuevo estatuto de "libre asociación con el Estado español", conocido vulgarmente como el "Plan Ibarretxe". El 13 de noviembre de 2003, el Gobierno Nacional interpuso recurso de inconstitucionalidad contra el "Plan Ibarretxe".
En Cataluña, las elecciones autonómicas celebradas en noviembre del 2003, y tras 23 años en el poder de Jordi Pujol, la coalición gobernante, es decir CiU, a pesar de sacar más escaños, fue derrotada por la coalición (PSC-ERC-ICV). El PP, al igual que en las elecciones autonómicas del País Vasco, no obtuvo buenos resultados en Cataluña.

## Asuntos sociales

### Educación
En 2001, uno de los desacuerdos más profundos entre el gobierno y la oposición llegó a causa de la propuesta de reforma de la ley de educación. El PP introdujo la Ley Orgánica 6/2001, de 21 de diciembre, de Universidades(LOU) para modificar la política universitaria y posteriormente la Ley Orgánica 10/2002, de 23 de diciembre, de Calidad de la Educación (LOCE), que afectaba a la educación primaria y a la secundaria. Las características más relevantes de estas nuevas leyes eran:
- Obligatoriedad (aunque no computa para pasar de curso) de la asignatura de Religión. Se puede optar por la asignatura confesional de "Religión Católica" o por la no confesional de "Hecho Religioso", que sustituye a la asignatura de "Ética", sin dar opción a otras ideas.
- Repetición de curso si se suspenden al menos tres asignaturas.
- Reválida en 2º y 4º de ESO para pasar a 3º y Bachillerato, respectivamente.
- Eliminación de la autorización administrativa previa a los libros de texto (normalmente a cargo de las comunidades autónomas dicha autorización).

El PSOE se opuso a ambas leyes, pero el PP usó su mayoría absoluta en las Cortes Generales para aprobar dichas reformas, con los votos a favor de PP y Coalición Canaria. Estudiantes, profesores, rectores y políticos se manifestaron en contra de estas reformas en diversas provincias de España, especialmente en la Comunidad de Madrid (350.000 personas según los organizadores y 50.000 según la estimación del Ministerio de Educación) La ley no llegó a entrar en funcionamiento al producirse un cambio de gobierno en 2004.

### Inmigración
- Se llevó a cabo una reforma en la Ley de Extranjería, que había sido aprobada al fin de la anterior legislatura.
- Aumento de la inmigración, generalmente procedente de Iberoamérica, Europa del Este y del Oeste, y del Magreb.

### Violencia de género
Se comienzan a conocer el grave problema de años posteriores, es decir, la muerte de mujeres por la violencia de género, que siempre había existido pero que ahora se denuncia, lo que marca también otro de los cambios sociales importantes. Por ello, se promulgó la Ley Orgánica 11/2003, de 29 de septiembre, de medidas concretas en materia de seguridad ciudadana, violencia doméstica e integración social de los extranjeros.

## Medio ambiente

### Plan Hidrológico Nacional
El PHN ha sido una gran causa de enfrentamientos regionales. Su objetivo principal, según lo decretado por el PP, era transferir el agua del Ebro a las zonas más secas del sureste peninsular, sobre todo a la Región de Murcia y a la Comunidad Valenciana. El proyecto recibió el apoyo de los agricultores de estas zonas secas, y fue respaldado por algunos gobiernos autonómicos socialistas, incluyendo los de Extremadura, Andalucía y Castilla-La Mancha.
La oposición al proyecto fue encabezada por el Partido Socialista, los grupos ecologistas, los gobiernos autonómicos de Aragón y Cataluña (en este último caso por el impacto que podría tener sobre el Delta del Ebro) y los ciudadanos que vivían en las zonas próximas a la cuenca del Ebro. Los gobiernos de Aragón y Cataluña así como diversas plataformas ecologistas como Ecologistas en Acción tacharon al proyecto de pretender camuflar otros factores políticos y económicos, como la especulación a gran escala en el levante. Ya que este desvió del agua era principalmente para las urbanizaciones con campo de golf creadas por la especulación inmobiliaria apoyada por este gobierno en Valencia y Murcia
Las principales críticas que recibió el proyecto consistían en que dañaría el medio ambiente y privaría a los agricultores de Aragón y Cataluña del agua necesaria. Por el contrario, el gobierno del PP afirmaba que no había riesgo de un daño medioambiental serio y que cada año el Ebro vertía al mar 14 veces más de agua que la que se necesitaba para preservar el ecosistema. El 10 de marzo del 2002 se organizaron diversas manifestaciones, las más multitudinarias fueron las de Barcelona y Zaragoza. Aunque el proyecto se aprobó como decreto ley bajo el gobierno de Aznar, fue cancelado una vez el PSOE llegó al gobierno.

### El accidente del Prestige
En noviembre de 2002, el buque petrolero Prestige sufrió un accidente en aguas internacionales cerca de Galicia, causando una marea negra que dañó gravemente el litoral gallego, además de otras zonas de la costa cantábrica e incluso del sur de Francia. El director de la Marina Mercante, José Luis López Sors, decidió a las dos horas de conocer el percance, llevarlo lo más lejos de la costa posible hasta que se hundiera, información confirmada por la difusión de las grabaciones de conversaciones telefónicas de varios organismos del Ministerio de Fomento dirigido entonces por Francisco Álvarez Cascos. Finalmente el Prestige se hundió después de ser remolcado lejos de la costa, creando una marea negra que contaminó toda la costa gallega y parte de las costas asturiana, cántabra, vasca y que incluso llegó a muchos puntos de la costa francesa. Mariano Rajoy, al que Aznar encomendó hacerse personalmente cargo del problema, afirmó que los informes técnicos aseguraban que el fuel contenido en el barco ya hundido se solidificaría como consecuencia, según sus informes, de la presión y las bajas temperaturas. hecho que sabían que no era cierto provocando así el mayor daño causado a la costa gallega de la historia.
El PSOE, con Zapatero a la cabeza, criticó duramente lo que consideraba una actitud descuidada del gobierno durante el accidente, sobre todo por la decisión de remolcar el petrolero lejos de la costa. Zapatero opinaba que se debió haber permitido a la nave amarrar en algún puerto, minimizado de este modo la catástrofe. La gestión del accidente y el llamado Plan Galicia, fueron argumentos muy usados, entre otros, durante la campaña electoral de las Elecciones generales de 2004. El pleno del Parlamento Europeo aprobó el 21 de abril de 2004 un informe sobre seguridad marítima, que criticaba al Gobierno español por no haber trasladado el Prestige a "un lugar de refugio". El PP se opuso a la comisión de investigación.
El 8 de enero de 2009 el informe de la Abogacía del Estado defiende la decisión, por parte del Gobierno de José María Aznar, de alejar el buque de la costa gallega como la más acertada, así como su respuesta inmediata que permitió a pescadores y mariscadores gallegos minimizar los costes de la marea negra (esto no es cierto ya que la inactividad del este gobierno fue suplida por la iniciativa de los pescadores, marisqueros y ciudadanos anónimo que bajo el lema "NUNCA MAIS" se dedicaron a retirar del agua y las playas todo el "chapapote" que podían sin ayuda estatal de ningún tipo, llegando en algunas ocasiones a enfermar por la inhalación de los gases de los hidrocarburos), siendo la recuperación ambiental casi un hecho.

## Medios de comunicación
- El director de los informativos de TVE Alfredo Urdaci fue acusado por muchos de manipulador y sancionado por ello. A TVE el Consejo de Europa le atribuyó en 2004 formalmente determinadas prácticas de "manipulación informativa" por la cobertura de la huelga general del 2002. Tras perder una demanda por minimizar los efectos de dicha huelga durante el Telediario (informativo diario), fue condenado a leer una rectificación.[12] Urdaci formalmente cumple, pero tras los créditos y la sintonía final del Telediario, hablando con mayor velocidad de la habitual y leyendo el nombre del demandante (el sindicato Comisiones Obreras) como "ce ce o o", cuando la lectura de siglas es una práctica inusual en sus informativos, lo que provocó otra gran polémica. Por otra parte, en los informativos anteriores a la invasión de Irak, se dedicó el triple de tiempo a las opiniones a favor de la misma que a las opiniones en contra. La manipulación de RTVE en esta época es usado como ejemplo de manipulación estatal de los medios en las universidades.
- Una ley permitió a Silvio Berlusconi (vía Mediaset) poseer más de la mitad de las acciones de Telecinco (de 49% a 52%).

### Encuestas y popularidad
- Durante los dos primeros meses de la invasión de Irak (marzo y abril de 2003), el PSOE aventaja al PP en intención de voto en las encuestas.
- Durante el resto de 2003, el PP gana popularidad y supera al PSOE en diez puntos porcentuales en intención de voto.
- En 2004, antes de las elecciones generales, el PSOE va recuperando posiciones, situándose a cuatro o cinco puntos en las últimas encuestas previas a las elecciones.
- No se realizaron encuestas después de los atentados del 11-M. Las últimas encuestas daban una victoria del PP con cierta ventaja sobre el PSOE, aunque difícilmente podría repetir la mayoría absoluta de 2000

## Fuerzas armadas

### El accidente del Yak-42

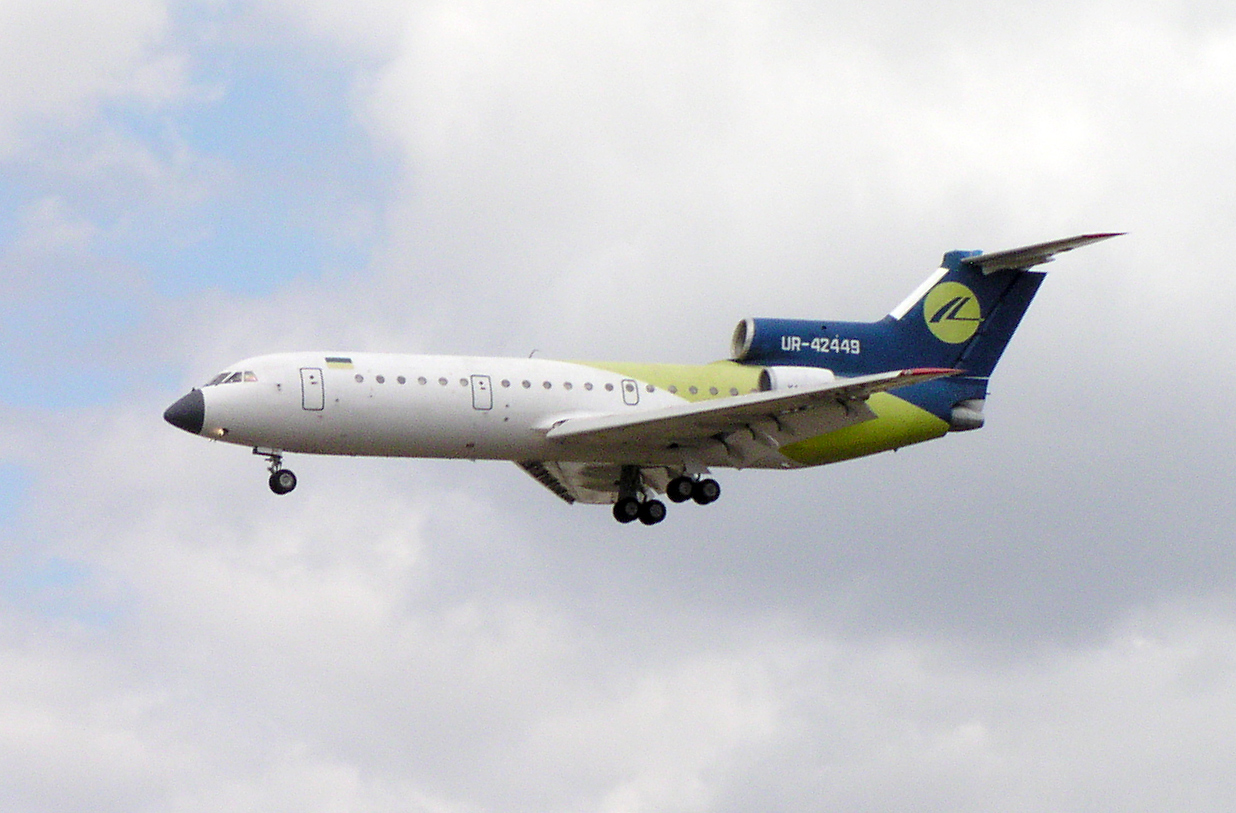
Fotografía de un avión comercial Yakovlev Yak-42, del mismo modelo que el siniestrado en Turquía.

El 26 de mayo de 2003 un avión Yakovlev Yak-42 que transportaba soldados españoles que volvían a España desde Afganistán se estrelló cerca del aeropuerto de Trebisonda, en Turquía. Fue el accidente en tiempos de paz más grave, en cuanto a número de víctimas, de la historia de las fuerzas armadas españolas. Zapatero culpó a Aznar y al entonces ministro de defensa Federico Trillo de negligencia por descuidar la seguridad del avión y, en general, la seguridad con la que viajaban los militares españoles en sus misiones internacionales. El PP impidió la creación de una comisión parlamentaria que investigase el accidente. No fue hasta después de las elecciones de marzo de 2004, con la victoria del PSOE cuando, a instancias del nuevo ministro de defensa José Bono, se supo, con pruebas de comparación de ADN, que ninguna de las identificaciones de los cadáveres realizadas por el equipo español destinado a la catástrofe era correcta. Solo las realizadas en Turquía por los forenses turcos lo eran. El general Vicente Carlos Navarro asumió ante la juez de la Audiencia Nacional Teresa Palacios, «íntegramente y de forma personal», su responsabilidad en lo ocurrido con las identificaciones de los cadáveres de los militares del Yak-42, exculpando a Trillo y a sus subordinados.
 Finalmente el 19 de mayo de 2009, el general fue condenado por la Audiencia Nacional a tres años de cárcel, y 1,5 los comandantes médicos Ramírez y Saéz, por falsedad documental.

## Relaciones internacionales

### Isla Perejil
El 11 de julio de 2002, al día siguiente de la remodelación del gobierno de Aznar y en medio de los festejos por la boda del Rey de Marruecos, Mohammed VI, el gobierno del reino alauita envió a seis gendarmes a ocupar la Isla Perejil, un islote de 1500 m² situada al norte de Marruecos, cuya soberanía es reclamada por España y el país norteafricano. El gobierno español trató de recuperar el statu quo anterior por la vía diplomática y ante su imposibilidad envía a un cuerpo de élite para capturar a los gendarmes y colocar la bandera española, lo que fue interpretado como una "agresión flagrante" por parte de Marruecos. La OTAN y la Unión Europea se posicionaron a favor de España y Estados Unidos actuó como mediador. El 20 de julio tras las conversaciones entre ambos países bajo la mediación de Colin Powell, los legionarios españoles se retiran, dejando a Perejil con el status quo anterior a la ocupación marroquí.

### Guerra de Irak

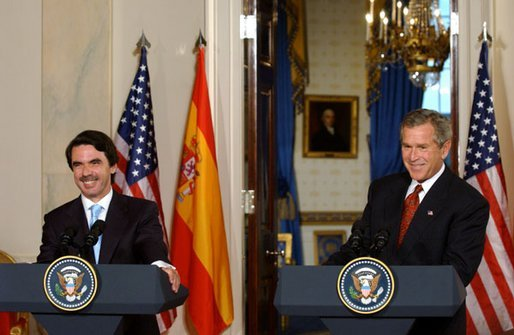
José María Aznar y George W. Bush en mayo de 2003.

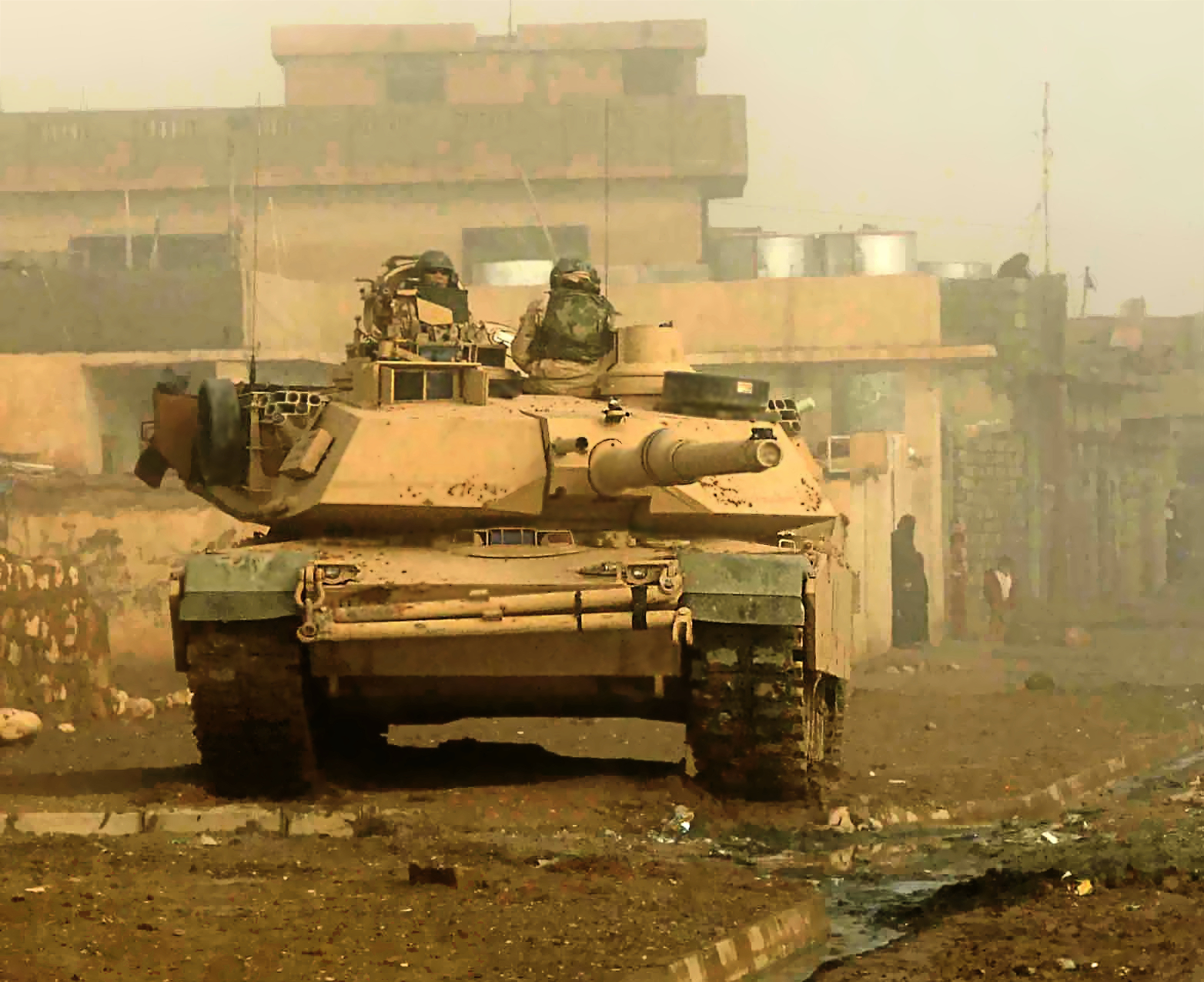
Soldados estadounidenses en Irak.

- Aznar se caracterizó en la segunda legislatura por su amistad con George W. Bush y su alianza inquebrantable con Estados Unidos sin tener en cuenta a sus aliados europeos que estaban en contra, especialmente a raíz de los atentados del 11 de septiembre. Así, el gobierno español apoyó la invasión de Irak de 2003 a pesar de tener a todos los demás partidos políticos, a sus socios europeos y a más del 90% de los ciudadanos en su contra. 
  - El 15 de febrero de 2003, tuvo lugar una serie de manifestaciones en el mundo contra la guerra. En España se manifestaron alrededor de ocho millones de personas. A lo largo de la primavera de 2003, algunas sedes del PP sufrieron ataques por parte de grupos radicales contrarios a la guerra.
  - Durante la XVII edición de los Premios Goya, los actores y directores llevaron chapas diciendo "No a la guerra" y convirtieron el acto en un alegato contra la misma.
  - Durante ese periodo, Aznar tuvo el índice de popularidad más bajo de toda la legislatura, y las encuestas le dieron momentáneamente una ventaja de cuatro puntos al PSOE.
  - En febrero de 2004, José María Aznar dio un discurso en el Capitolio de Estados Unidos durante su decimoquinto viaje oficial a dicho país. Durante el discurso, puso énfasis en la alianza con Estados Unidos en la lucha contra el terrorismo.
  - España participó en la ocupación de Irak en 2003 convirtiendo a España en objetivo del terrorismo islámico que se materializó con la muerte de 192 personas el 11 de marzo de 2004 .
- Crispación con Europa - fracaso en la redacción de una Constitución Europea
  - Polémica sobre incluir o no la referencia al cristianismo en la Constitución europea.
- La clara distancia política entre Castro y Aznar provocó que las relaciones con Cuba fueran casi inexistentes.